# Mount Andromeda (Kanada)
Der Mount Andromeda ist ein Berg der Rocky Mountains. Er liegt im Columbia-Eisfeld an der Grenze der Nationalparks Banff und Jasper in den kanadischen Rocky Mountains. Der Berg ist vom Icefields Parkway in der Nähe des Sunwapta Pass aus zu sehen und liegt 2,3 km südwestlich des Mount Athabasca. Der Mount Andromeda wurde 1938 von Rex Gibson, dem ehemaligen Präsidenten des Alpine Club of Canada, nach Andromeda, der Frau von Perseus, benannt.
Ein Reiseführer beschreibt den Berg wie folgend: „Ein zu Recht beliebter Gipfel, gut sichtbar und vom Icefields-Campingplatz aus über die Straße zum Schneemobilparkplatz leicht zu erreichen.“

## Routen
Es gibt dort mehrere Kletterrouten. Die Skyladder ist die beliebteste.